# Dreams Limited
Dreams er en britisk forhandler og producent af senge, madrasser, soveværelsesmøbler og sengetøj. Den første Dreams butik blev åbnet i Uxbridge, Hillingdon i 1985. I dag er der over 200 butikker i Storbritannien. De har deres egen madrasfabrik. I maj 2021 blev Dreams opkøbt af Tempur Sealy.